# ألكسندرا الدنماركية
ألكساندرا من الدنمارك (بالإنجليزية: Alexandra of Denmark)‏ (1844 – 1925م) عقيلة ملك، ومصورة من الدنمارك، ولدت في كوبنهاغن.
توفيت عن عمر يناهز 81 عاماً.
هي الابنة الكبرى لـ كريستيان التاسع ملك الدنمارك ولويزا من هسن-كاسل، تزوجت من ألبرت إدوارد، أمير ويلز في 1863 وهو الابن البكر للملكة فيكتوريا والأمير ألبرت الذي أصبح لاحقاً ملك بريطانيا العظمى وإيرلندا بعد وفاة والدته في 1901، وبذلك أصبحت ألكساندرا قرينته حتى وفاته في 1910، وأيضا هي والدة جورج الخامس ملك المملكة المتحدة.
كانت عائلة ألكسندرا غامضة نسبيًا حتى عام 1852، عندما اختير والدها، الأمير كريستيان من شليسفيش هولشتاين سوندربورغ غلوكسبورغ، بموافقة القوى الأوروبية الكبرى لخلافة ابن عمه البعيد، فريدريك السابع ملك الدنمارك. في سن السادسة عشرة، اختيرت لتكون زوجة ألبرت إدوارد المستقبلية، أمير ويلز، وريث الملكة فيكتوريا. تزوجا بعد ثمانية عشر شهرًا في عام 1863، وفي نفس العام أصبح والدها الملك كريستيان التاسع ملك الدنمارك وعيُّن شقيقها الملك جورج الأول ملكًا لليونان. كانت أميرة ويلز منذ عام 1863 وحتى عام 1901، وهي أطول فترة زمنية لمن حصلت على هذا اللقب، وأصبحت شعبية بشكل عام؛ نُسخ أسلوبها في الملابس من قبل النساء المهتمات بالأزياء. استُبعدت إلى حد كبير من ممارسة أي سلطة سياسية، لكنها حاولت دون جدوى التأثير في رأي الوزراء البريطانيين وعائلة زوجها لصالح المصالح اليونانية والدنماركية. اقتصرت واجباتها العامة على المشاركة غير المثيرة للجدل في العمل الخيري.
بعد وفاة الملكة فيكتوريا في عام 1901، أصبح ألبرت إدوارد الإمبراطور إدوارد السابع، وأصبحت ألكسندرا ملكة وامبراطورة. احتفظت بمكانتها حتى وفاة إدوارد في عام 1910. كانت لا تثق بشدة بابن أخيها وليام الثاني، إمبراطور ألمانيا، ودعمت ابنها جورج الخامس خلال الحرب العالمية الأولى، التي حاربت فيها بريطانيا وحلفاؤها ألمانيا.

## النشأة

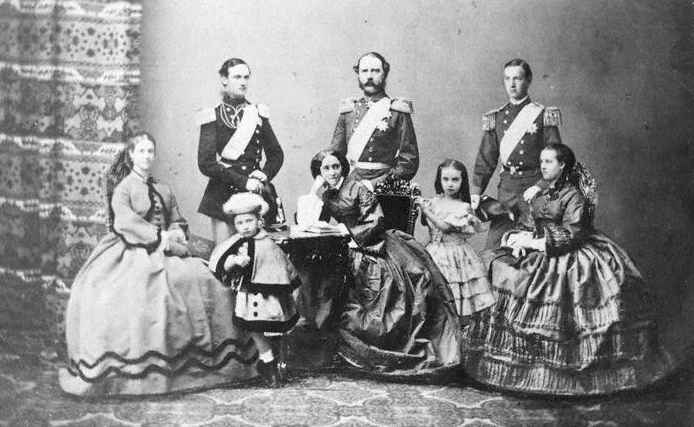
كريستيان التاسع ملك الدنمارك مع زوجته وأطفالهم الستة عام 1862. من اليسار لليمين: داغمار، فريدريك، فالديمار، كريستيان التاسع، الملكة لويز، ثيرا، فيلهلم، ألكسندرا.

وُلدت الأميرة ألكسندرا كارولين ماري شارلوت لويز جوليا، أو «أليكس» كما تدعوها أسرتها، في القصر الأصفر، وهو منزل بلدي يعود للقرن الثامن عشر في 18 أماليغاد، بجوار مجمع قصر أمالينبورغ في كوبنهاغن. كان والدها الأمير كريستيان من شليسفيش هولشتاين سوندربورغ غلوكسبورغ، وأمها الأميرة لويز من هسن كاسل. مع أنها كانت من دمٍ ملكي، عاشت أسرتها حياة طبيعية نسبيًا. لم تكن لديهم ثروة كبيرة إذ كان دخْل والدها من لجنة الجيش نحو 800 جنيه إسترليني في السنة.
في عام 1848 توفي كريستيان الثامن ملك الدنمارك وصعد ابنه فريدريك العرش. كان فريدريك بلا أطفال، مر بزواجين غير ناجحين، وكان يعتقد أنه عقيم. نشأت أزمة خلافة عندما حكم فريدريك في كل من الدنمارك وشليسفيغ هولشتاين، واختلفت قواعد الخلافة في كل إقليم. في هولشتاين، منع القانون السالي الميراث للإناث، في حين لم تطبق أي قيود في الدنمارك. أعلنت هولشتاين، التي يغلب عليه الطابع الألماني، الاستقلال ودعت إلى مساعدة بروسيا. في عام 1852 دعت القوى الأوروبية الكبرى إلى عقد مؤتمر في لندن لمناقشة الخلافة الدنماركية. وكانت نتيجته اتفاق سلام غير مستقر، وتضمن الحكم أن الأمير كريستيان من شليسفيع هولشتاين سونديربورغ غلوكسبورغ سيكون وريث فريدريك في كل هيمنته.
حصل الأمير كريستيان على لقب أمير الدنمارك وانتقلت أسرته إلى مقره الرسمي الجديد، وهو قصر بيرنستورف.مع أن مستوى الأسرة قد ارتفع، كانت الزيادة ضئيلة أو معدومة في دخلهم ولم يشاركوا في الحياة القضائية في كوبنهاغن لأنهم رفضوا مقابلة زوجة فريدريك الثالثة وعشيقته السابقة لويز راسموسن. شاركت ألكسندرا شقيقتها داغمار (إمبراطورة روسيا لاحقًا) غرفة نوم علوية، وكانت تصنع ملابسها الخاصة. أعطت الرائدة السويدية لسباحة النساء، نانسي إيدبرغ، ألكسندرا وداغمار دروسًا في السباحة. في بيرنستورف، نمت ألكسندرا لتصبح امرأة شابة. علمها القسيس الإنجليزي في كوبنهاغن اللغة الإنجليزية، وثُبتت في قصر كريستيانسبورغ. كانت متدينة طوال حياتها، واتبعت ممارسات الكنيسة العليا.

## الزواج والعائلة
كانت الملكة فيكتوريا وزوجها، الأمير ألبرت، مهتمين بالفعل بإيجاد عروس لابنهما ولي العهد ألبرت إدوارد، أمير ويلز. استعانا بابنتهما، الأميرة فيكتوريا من بروسيا، في البحث عن مرشحة مناسبة. لم تكن ألكسندرا خيارهما الأول، لأن الدنماركيين كانوا على خلاف مع البروسيين بشأن قضية شليسفيغ هولشتاين، بالإضافة إلى أن معظم علاقات العائلة المالكة البريطانية كانت ألمانية. في النهاية، وبعد رفضهما الاحتمالات الأُخرى، استقرا عليها باعتبارها «الوحيدة التي اختيرت».
في 24 سبتمبر من عام 1861، قدمت ولية العهد الأميرة فيكتوريا شقيقها ألبرت إدوارد إلى ألكسندرا في شباير. بعد عام تقريبًا في 9 سبتمبر من عام 1862 (بعد علاقته مع نيلي كولفدن ووفاة والده) تقدم إدوارد لألكسندرا في القلعة الملكية في لايكن، موطن عمه الأكبر ليوبولد الأول ملك بلجيكا.

بعد بضعة أشهر، سافرت ألكسندرا من الدنمارك إلى بريطانيا على متن اليخت الملكي فيكتوريا وألبرت الثاني ووصلت إلى غرافسند، كينت. في 7 مارس من عام 1863، ألّف السير آرثر سوليفان موسيقى احتفاءً بوصولها وكتب شاعر البلاط ألفريد تنيسون، في شرف ألكسندرا:
ابنة ملك البحر من فوق البحر،

ألكسندرا!

نحن ساكسون ونورمان ودنماركيون،

لكننا جميعنا دنماركيون في ترحيبنا بك،

ألكسندرا!
زوّج توماس لونغلي، كبير أساقفة كانتربري، الزوجين في 10 مارس عام 1863 في كنيسة القديس جورج، قلعة ويندسور. تعرض اختيار المكان لانتقادات واسعة النطاق. كان الاحتفال خارج لندن، لذا اشتكت الصحافة من الحشود العامة الكبيرة التي لم تتمكن من رؤية المشهد. اعتقد الضيوف المتوقعون أنه من المحرج الوصول إلى الموقع، وبما أن المكان كان صغيرًا، خاب أمل بعض الأشخاص الذين توقعوا دعوتهم. شعر الدنماركيون بالفزع لأن المقربين من ألكسندرا هم فقط الذين وصلتهم الدعوة. كانت المحكمة البريطانية لا تزال في حداد على الأمير ألبرت لذلك اقتصر ارتداء السيدات على اللون الرمادي أو الأرجواني أو البنفسجي. عندما غادر الزوجان وندسور لقضاء شهر العسل في أوزبورن هاوس في جزيرة وايت، هتف لهم تلاميذ كلية إيتون المجاورة، بمن فيهم اللورد راندولف تشوركيل.
في نهاية العام التالي، كان والد ألكسندرا قد اعتلى عرش الدنمارك، وشقيقها جورج قد أصبح ملك الهيلينيين. خُطبت أختها داغمار لإمبراطورٍ من روسيا، وأنجبت ألكسندرا طفلها الأول. أدى انضمام والدها إلى مزيد من الصراع حول مصير شليسفيغ هولشتاين. نجح الاتحاد الألماني في غزو الدنمارك ما أدى إلى تقليص مساحة الدنمارك بمقدار خِمسَيها. أثار غضب الملكة فيكتوريا وولي عهد بروسيا تأييدَ ألكسندرا وألبرت إدوارد للجانب الدنماركي في الحرب. زاد الغزو البروسي للأراضي الدنماركية السابقة من كراهية ألكسندرا العميقة للألمان، وهو شعورٌ لازمها طوال حياتها.
وُلد ألبرت فيكتور، أول طفل لألكسندرا، قبل شهرين من موعد ولادته في أوائل عام 1864. أبدت ألكسندرا تفانيها لأطفالها: «كانت في منتهى عظمتها عندما كان بإمكانها الوصول إلى حضانة أطفالها، مرتدية مئزرها، تغسل الأطفال بنفسها، وتشاهدهم نائمين في أسرتهم الصغيرة». كان لألبرت إدوارد وألكسندرا ستة أطفال: ألبرت فيكتور، وجورج، ولويز، وفيكتوريا، ومود، وجون. يبدو أن جميع أطفال ألكسندرا وُلدوا قبل أوانهم. تصور كاتب السيرة ريتشارد هوغ أن ألكسندرا قد تعمدت تضليل الملكة فيكتوريا بشأن تواريخ ولاداتها المحتملة، لأنها لم تكن تريد حضور الملكة فيكتوريا ولادتها. في أثناء ولادة طفلها الثالث في عام 1867، هددت مضاعفات حمى الروماتيزم حياة ألكسندرا، وتركتها مع عرجٍ دائم.
كانت ألكساندرا في العلن كريمة وساحرة؛ وعلى انفراد، كانت عاطفية ومرحة. استمتعت بالعديد من الأنشطة الاجتماعية مثل الرقص والتزلج على الجليد، وكانت خبيرة في الفروسية وركوب الخيل الترادفي. كانت تستمتع بالصيد ما أثار هلع الملكة فيكتوريا، التي طلبت منها التوقف، ولكن دون فائدة. حتى بعد ولادة طفلها الأول، استمرت بالاختلاط الاجتماعي كثيرًا، ما أدى إلى بعض الاحتكاك بين الملكة والزوجين الشابين، والذي تفاقم بسبب كراهية ألكسندرا للبروسيين وانحياز الملكة لهم.

## أميرة ويلز (1863-1901)
زار ألبرت إدوارد وألكسندرا أيرلندا في شهر أبريل من عام 1868. بعد مرضها في العام السابق، بدأت بالمشي مرة أخرى دون استخدام عصي المشي، وكانت بالفعل حاملًا بطفلها الرابع. قام الزوجان الملكيان بجولة استمرت ستة أشهر في النمسا ومصر واليونان خلال عامي 1868 و1869، شملت جولتهما زيارات إلى شقيقها الملك جورج الأول ملك اليونان، وإلى ساحات القتال في القرم، وبالنسبة إليها فقط، إلى حريم الخديوي إسماعيل. في تركيا، أصبحت أول امرأة تجلس لتناول العشاء مع السلطان (عبد العزيز).
كان منزل ساندرينغهام مقر إقامتهم المفضل، ومنزل مارلبورو مقرهم الرئيسي في لندن. ذكر كتاب السيرة الذاتية أن زواجهم كان، من نواح كثيرة، زواجًا سعيدًا؛ لكن البعض أكد أن ألبرت إدوارد لم يقدم لزوجته القدر الذي كانت تود أن تحظى به من الاهتمام، وأنهما أصبحا بعيدين عن بعضهما تدريجيًا، حتى تعرض لإصابة بحمى التيفوئيد، المرض الذي يُعتقد أنه قتل والده، في أواخر عام 1871. يشكك آخرون في هذا الأمر، مستدلين بحالات حمل ألكسندرا المتكررة خلال هذه الفترة إضافة إلى استخدامهم رسائل عائلية تنفي وجود أي شقاقٍ بينهما. مع ذلك تعرض الأمير لانتقادات شديدة من العديد من أوساط المجتمع بسبب عدم اهتمامه الواضح بمرضها الخطير حمى الروماتيزم. واصل ألبرت إدوارد مصاحبة نساء أخريات طيلة فترة زواجهما، بمن فيهن الممثلة ليلي لانغتي، وديزي جريفيل كونتيسة أوروك، والإنسانية أغنيس كيسر، ورائدة المجتمع أليس كيبل. كانت ألكسندرا على علم بمعظم هذه العلاقات، حتى أنها سمحت لأليس كيبل بزيارة زوجها وهو على فراش الموت. ظلت ألكسندرا مخلصة لزوجها طوال حياتها.
أدى تزايد درجة الصمم، الناجم عن تصلب الأذن الوسطى الوراثي الذي كانت ألكسندرا مصابة به، إلى انعزالها اجتماعيًا؛ أمضت وقتًا أطول مع أطفالها والحيوانات الأليفة. انتهى حملها السادس والأخير بشكل مأساوي عندما مات ابنها الرضيع بعد يوم واحد فقط من ولادته. على الرغم من مناشدات ألكسندرا للحفاظ على خصوصية هذا الأمر، أصرت الملكة فيكتوريا على إعلان فترة حداد في المحكمة، ما أدى إلى وصف عناصر غير متعاطفة من الصحافة ولادتها بأنها «إجهاض محبط»، وبأن ترتيبات الجنازة «مومياء مقززة». لم يُدفن الرضيع مع الأفراد الأخرين من العائلة المالكة في ولاية وندسور، بل في فناء الكنيسة في ساندرينغهام بخصوصية صارمة، حيث عاش حياته القصيرة.

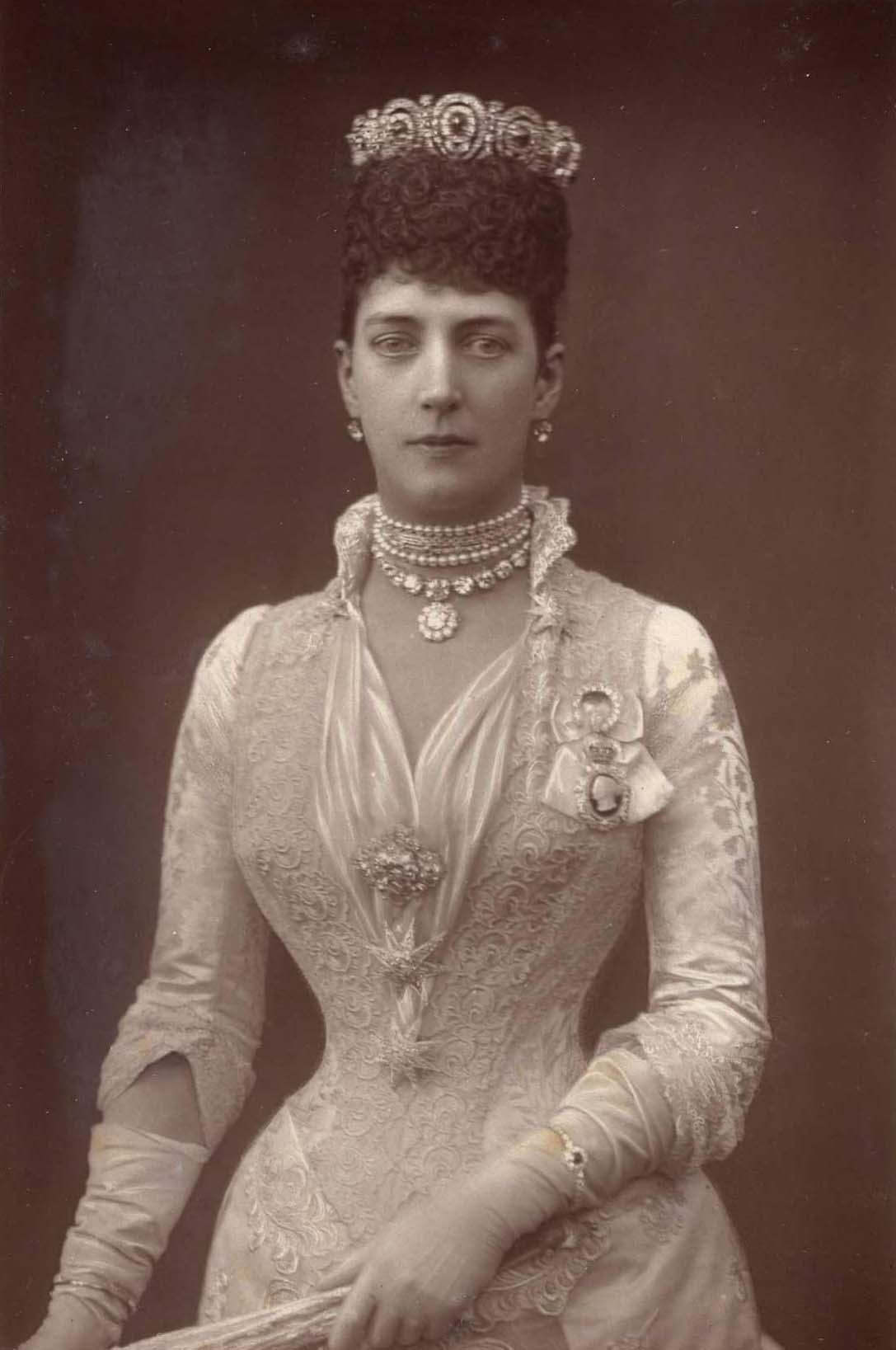
ألكسندرا نحو عام 1889

على مدى ثمانية أشهر خلال فترة 1875-76، كان أمير ويلز غائبًا عن بريطانيا في جولته في الهند، وأثار ذلك استياء ألكسندرا. أمضت ألكسندرا ربيع عام 1877 في اليونان للتعافي من وعكتها الصحية، وزارت شقيقها جورج ملك اليونان. في أثناء الحرب الروسية التركية، كانت ألكسندرا متحيزة بوضوح نحو روسيا ضد تركيا. كانت أختها متزوجة بالقيصر وسعت لصالح اليونانيين. أمضت ألكسندرا وابناها السنوات الثلاث المقبلة منفصلين إلى حد كبير عن بعضهم، إذ أُرسل الأولاد في رحلة بحرية في جميع أنحاء العالم باعتبارها جزءًا من تعليمهم البحري والعالمي. كان وداعها مليئًا بالبكاء، ويظهر ذلك في رسائلها المعتادة بشكل مرعب. في عام 1881، سافرت ألكسندرا وألبرت إدوارد إلى سانت بطرسبرغ بعد اغتيال ألكساندر الثاني إمبراطور روسيا، لتمثيل بريطانيا، وتوفير الراحة لشقيقتها، التي أصبحت حينها زوجة القيصر.
اضطلعت ألكسندرا بكثير من الواجبات العامة؛ وعلى حد قول الملكة فيكتوريا «لتجنبني ضغوط الوظائف وإرهاقها، كانت تفتح البازارات، وتحضر الحفلات الموسيقية، وتزور المستشفيات عوضًا عني... هي لا تشكو فحسب، كانت مساعيها إثبات أنها تستمتع بما قد يكون واجبًا شاقًّا». اهتمت بمستشفى لندن وكانت تزورها بانتظام. كان جوزيف ميريك، المسمى «رجل الفيل»، أحد المرضى الذين قابلتهم. كانت الحشود ترحب بألكسندرا عادةً، ولكن في أثناء زيارتها لأيرلندا في عام 1885، عانت من لحظة نادرة من العداء العام عند زيارة مدينة كورك، معقل الحركة القومية الأيرلندية. تعرضت هي وزوجها لاستهجان حشد من اثنين إلى ثلاثة آلاف شخص يلوحون بالعصي والأعلام السوداء. ابتسمت في أثناء مرورها بهم وكانت الصحافة البريطانية تصورها في ضوء إيجابي، إذ وصفت الحشودَ بأنها «متحمسة». حصلت على دكتوراه في الموسيقى من كلية ترينيتي، دبلن، باعتبارها جزءًا من نفس الزيارة.
كانت وفاة ابنها الأكبر، الأمير ألبرت فيكتور دوق كلارنس وأفوندال، في عام 1892 ضربة قاصمة لألكسندرا. كانت غرفته وممتلكاته محفوظة تمامًا مثلما تركها، تمامًا كما تركت غرف الأمير ألبرت بعد وفاته في عام 1861. قالت: «دفنت ملاكي ودفنت معه سعادتي». تشير الرسائل الناجية بين ألكسندرا وأطفالها إلى أنهم كانوا مخلصين لبعضهم البعض. في عام 1894، توفي صهرها ألكسندر الثالث إمبراطور روسيا وأصبح ابن أخيها نيقولا الثاني تسارًا. كانت أخت ألكسندرا الارملة، الإمبراطورة داغار، تعتمد عليها بشدة من أجل دعمها؛ نامت ألكسندرا، وصَلّتْ، وبقيت بجانب أختها للأسبوعين التاليين حتى دُفن ألكسندر.

## الملكة ألكسندرا

### عقيلة الملك (1901-1910)
مع وفاة والدة زوجها الملكة فيكتوريا في عام 1901، أصبحت ألكسندرا الإمبراطورة العقيلة للملك الجديد.

### الملكة الأم (1910-1925)
منذ وفاة إدوارد، كانت ألكسندرا الملكة الأم، بصفتها الملكة الأرملة ووالدة الملك الحاكم.

## الإرث
كشف ألفريد غيلبرت عن نصب الملكة ألكسندرا التذكاري في يوم ألكسندرا الوردي الذي يوافق 8 يونيو عام 1932 في بوابة مارلبورو في لندن. عند كشف النقاب عنه، غُنّيت أغنية في ذكرها بعنوان «الكثير من الأميرات الحقيقيات اللائي ذهبن»، من ألحان السير إدوارد إلجار سيد الملك آنذاك، ومن كلمات شاعر البلاط جون ماسيفيلد.

## الأوسمة
في عام 1901، أصبحت أول امرأة تحصل على لقب سيدة الرباط منذ عام 1488. من بين الأوسمة الأُخرى التي حصلت عليها عضو من الدرجة الأولى من الرتبة الملكية من فيكتوريا وألبرت، ووسام سيدة الإمبراطورية من تاج الهند، ووسام سيدة العدل القديس يوحنا من أورشليم، بالإضافة إلى العديد من الأوسمة الأُخرى.

## روابط خارجية
- ألكسندرا من الدنمارك على موقع الموسوعة البريطانية (الإنجليزية)
- ألكسندرا من الدنمارك على موقع إن إن دي بي (الإنجليزية)